# 革命記念塔 (メキシコ)
革命記念塔（かくめいきねんとう、スペイン語: Monumento a la Revolución）は、メキシコ革命を記念するためのモニュメントである。メキシコシティ中心部の、レフォルマ通りとインスルヘンテス通りの交差点に近い共和国広場（Plaza de la República）の中にある。国立革命博物館が併設されている。
革命記念塔は67メートル（220フィート）の高さがある。「世界で最も高い凱旋門」と呼ばれることもある。

## 歴史

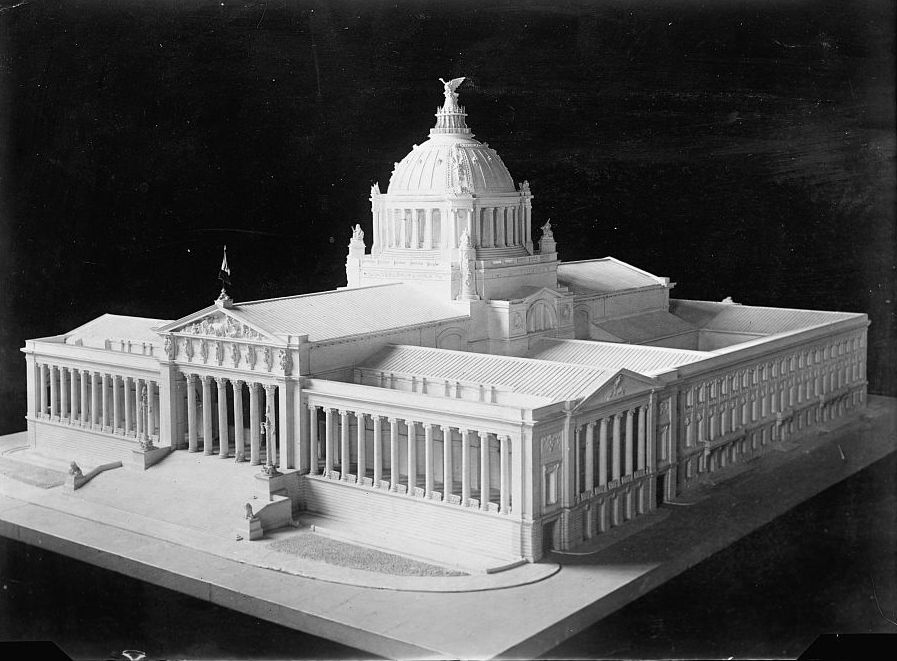
立法府の模型

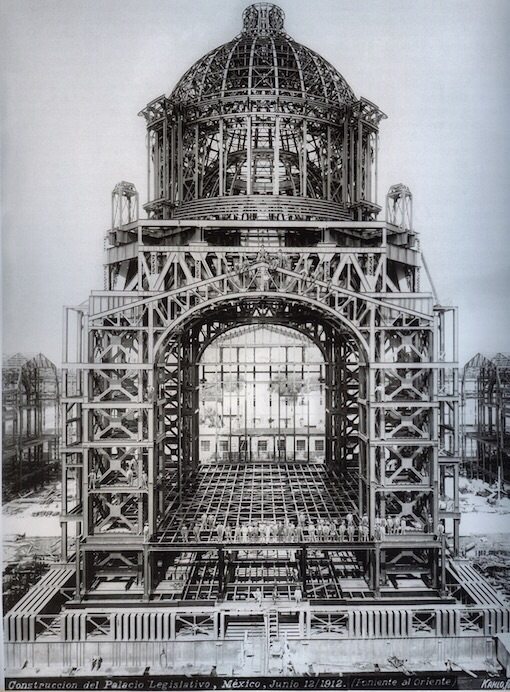
1912年6月12日、建設中の立法府

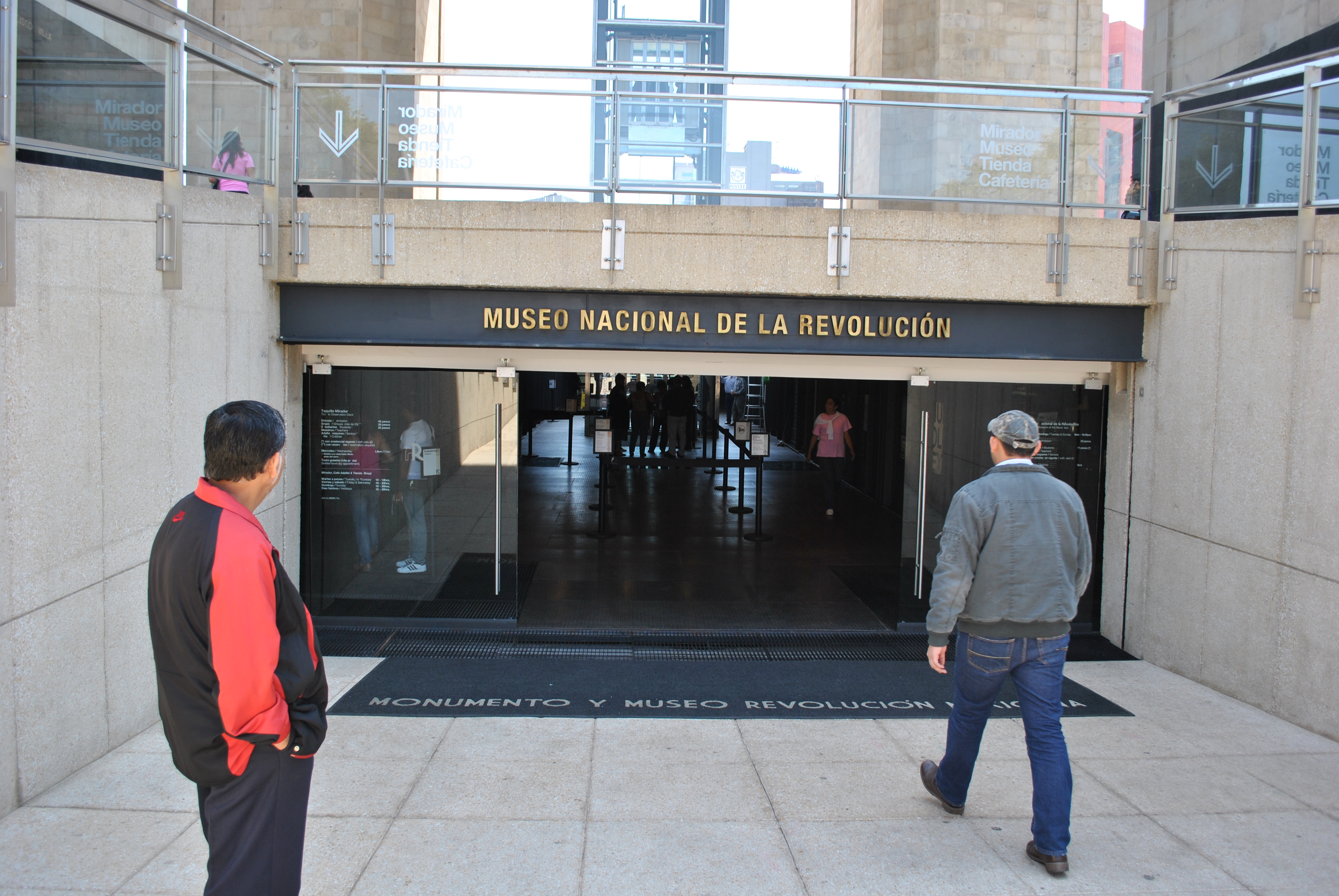
国立革命博物館入口

ポルフィリオ・ディアスが大統領の時代に連邦立法府の建設が計画された。建物は「ディアス時代の栄光を表す卓絶したモニュメントになる予定だった」。この建物には連邦議会の代議院と元老院の両方が入る予定だった。ディアスはフランス人建築家のエミール・ベナール (Émile Bénard) に立法府の設計と建設を依頼した。「フランス・ルネサンス期の特徴的な作風を持つ」新古典主義建築の設計で、メキシコが先進的国家としての正当な位置を占めることを示そうとする政府の意図を表していた。ディアスは独立記念碑の除幕と同じくメキシコ独立革命百周年の祝典において建設を開始した。建物の内部は鉄製で、石造りのファサードはメキシコの石ではなくイタリアの大理石とノルウェーの花崗岩を使用していた。
しかしメキシコ革命が勃発したため、この建物は完成することがなかった。ディアス政権は1911年5月に排除され、つづくフランシスコ・マデロ大統領の時代にも建設は継続されたが、1913年にマデロが殺された後は建設は中断され、20年間以上にわたって建物は放棄されていた。
ラサロ・カルデナスが大統領の時代、メキシコの建築家カルロス・オブレゴン・サンタシリア (Carlos Obregón Santacilia) は放棄された立法府の建物をメキシコ革命の英雄たちに捧げるモニュメントに改造することを提言した。この案が認められ、既存の連邦立法府の建物のキューポラの部分を元に、折衷的なアール・デコとメキシコ社会主義リアリズムの様式に変換された。メキシコ人彫刻家のオリビエロ・マルティネスはモニュメントのために4つの石像を作成した。このときフランシスコ・スニガが助手として参加している。モニュメントは1938年に完成した。
革命記念塔は1910年にはじまるメキシコ革命の英雄たちの霊廟としても機能し、フランシスコ・マデロ、パンチョ・ビリャ、ベヌスティアーノ・カランサ、プルタルコ・エリアス・カリェス、ラサロ・カルデナスが埋葬されている。革命の将軍エミリアーノ・サパタはここではなくモレロス州クアウトラに埋葬されている。メキシコ政府はサパタを革命記念塔に移そうとしたが、サパタの遺族はそれを拒絶した。